# LATAM Express
LATAM Express (исп. Transporte Aéreo S.A.) — чилийская региональная авиакомпания со штаб-квартирой в коммуне Пудауэль (Сантьяго), второй по величине коммерческий авиаперевозчик Чили. Является дочерним предприятием флагманской авиакомпании страны LATAM Chile.
Портом приписки авиакомпании и её главным транзитным узлом (хабом) является международный аэропорт имени коммодора Артуро Мерино Бенитеса в Сантьяго.

## История
В 1994 году чилийская авиакомпания LanChile (впоследствии сменившая название на LAN Airlines) приобрела в собственность 99,41 % акций другого авиаперевозчика Чили Ladeco и в 1998 году провела разделение перевозок в своей структуре: функции пассажирских перевозок были переданы во вновь образованное подразделение LAN Express, а грузовые перевозки — в подразделение LAN Cargo. Филиал LAN Express при этом получил все внутренние маршруты Ladeco, а филиал LAN Cargo — код Ladeco (UC) в Ассоциации ИАТА.

## Маршрутная сеть

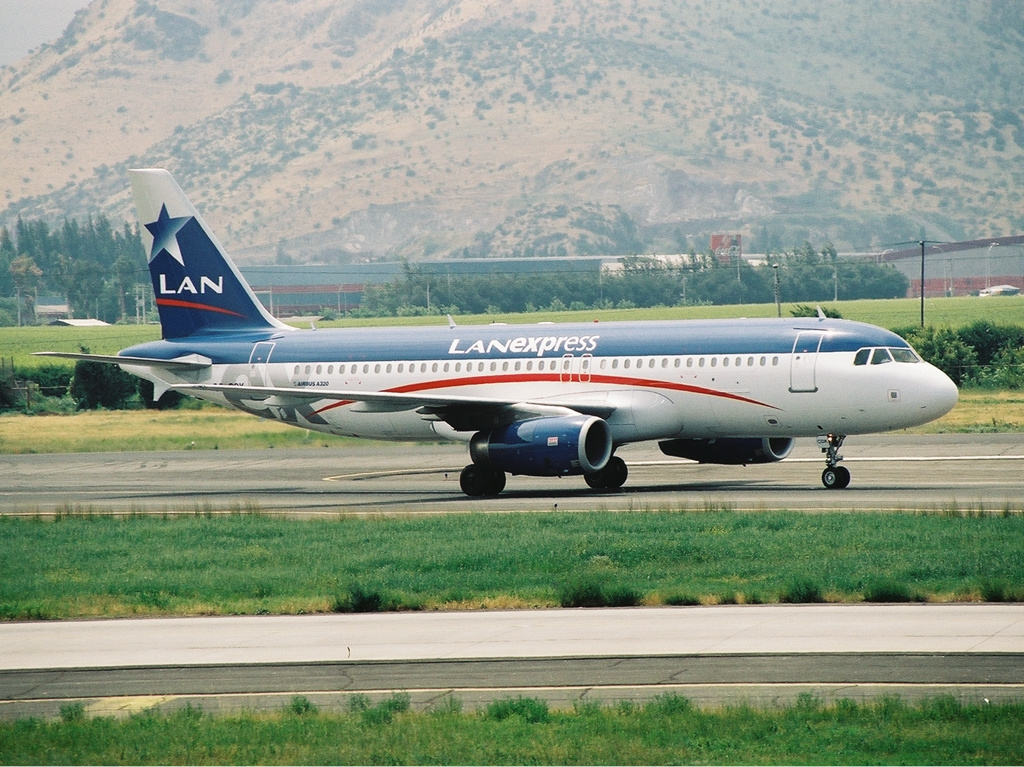
Airbus A320 авиакомпании LAN Express в международном аэропорту имени коммодора Артуро Мерино Бенитеса

В январе 2005 года маршрутная сеть регулярных перевозок авиакомпании LATAM Express охватывала следующие города:
- внутренние регулярные направления: Антофагаста, Арика, Калама, Консепсьон, Копьяпо, Эль-Сальвадор, Икике, Ла-Серена, Осорно, Пукон, Пуэрто-Монт, Пунта-Аренас, Сантьяго, Темуко и Вальдивия.

## Флот
В 2012 году авиакомпания LATAM Express эксплуатировала следующие воздушные суда: